# Броненосці типу «Лібертад»
Броненосці типу «Лібертад» (ісп. Clase Libertad) - серія броненосців ВМС Аргентини першої половини XX століття.

## Істрія створення
У липні 1889 року уряд Аргентини замовив британській фірмі «Cammell Laird» будівництво двох броненосців прибережної зони. Вартість кожного корабля становила 176 000 ф.с.

## Представники
| Назва                             | Верф                                        | Закладений           | Спущений на воду    | Вступив у стрій        | Доля                                                               |
| --------------------------------- | ------------------------------------------- | -------------------- | ------------------- | ---------------------- | ------------------------------------------------------------------ |
| «Лібертад» ARA Libertad           | «Cammell Laird», Беркенгед, Велика Британія | 1890 рік             | 1892 рік            | 28 листопада 1892 року | У 1947 році переданий береговій охороні У 1968 році зданий на злам |
| «Індепенденсія» ARA Independencia | «Cammell Laird», Беркенгед, Велика Британія | 15 березня 1890 року | 26 лютого 1891 року | 1893 рік               | У 1946 році переданий береговій охороні У 1968 році зданий на злам |

## Конструкція

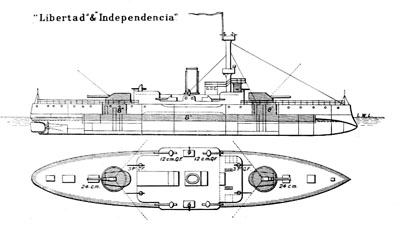
Схема корабля

Броненосці типу «Лібертад» були типовими броненосцями прибережної зони із висотою борта близько 3 м.
Корпус бус сталевий, з шістьма перебірками та носовим тараном. 
Броня прикривала пояс на 2/3 довжини корабля. Також броньованими були палуба та бойова рубка.
Силова установка складалась з 4 парових котлів та двох парових машин потужністю 3 000 к.с.
Озброєння складалось з двох 240-мм гармат «24 cm K L/35», розміщених у носовій та кормовій частинах і прикритих щитами, а також двох 120-мм скорострільних гармат «QF 4.7-inch Mk I – IV», розміщених з обох боків.
Артилерія малого калібру складалась з чотирьох 7-мм гармат і чотирьох 25-мм кулеметів Норденфельта.
Також на кораблях були встановлені чотири 457-мм торпедних апарати.